# Alabama-Coushatta
La Tribu Alabama-Coushatta de Texas és una tribu reconeguda federalment d'alibamus i koasatis al comtat de Polk (Texas). La tribu allotja un powwow anyal a començaments de juny. Aquests pobles van ser part dels històrics creek, confederació de nombroses tribus al sud dels Estats Units. Són una de les sis tribus reconegudes a nivell federal els membres de la qual són descendents de la Confederació Creek.

## Reserva
La reserva índia d'Alabama-Coushatta va ser establerta el 1854, després que alibamus i koasatis fossin deportats de les seves terres tradicionals a l'est del riu Mississipi, a les àrees d'Alabama. Té una superfície de 4,593.7 acres i es troba a 17 milles a l'est de Livingston (Texas). Aproximadament la meitat de la tribu, unes 500 persones, viuen a la reserva.

## Idiomes
Tant l'alibamu com el koasati són llengües muskogi. Són mútuament intel·ligibles.

## Govern
La Tribu Alabama-Coushatta de Texas té la seu a Livingston (Texas). La tribu és governada per un consell de set membres elegits democràticament, així com un cap principal i segon cap dels que serveixen vitalíciament. L'actual cap tribal és Oscola Clayton Sylestine.